# Bimah
La Bimah (en hebreu: בימה) és una plataforma elevada i un indret de lectura, que es troba normalment en el centre de la sinagoga, on hi ha una taula destinada a la lectura de la porció setmanal de la Torà (la paraixà setmanal) i la porció setmanal dels llibres profètics (la haftarà) durant el servei religiós en el judaisme rabínic. La Bimah s'anomena també: Tebah i Almemar.